# Appellation
Appellation är en kvalitetsgaranti på franska viner, som säkerställer växtplats, druvsort, odlingsmetoder, framställningsmetoder och alkoholhalt. Även för vissa andra jordbruksprodukter förekommer appellationer i Frankrike.
På franska används förkortningen AOP (Appellation d'Origine Protégée), tidigare AOC (Appellation d'Origine Contrôlée) eller ibland AC (Appellation Contrôlée). Ett exempel på en appellation för viner är AOC Bordeaux Supérieur. På etiketten till ett vin från denna appellation står texten "Appellation Bordeaux Supérieur Contrôlée" utskriven.

## Tecken på kvalitet
En appellation indikerar att en produkts ursprung är från en region eller en bestämd plats, vars egenskaper är exklusiva just för den geografiska omgivningen. L'Institut national des appellations d'origine (Det nationella institutet för ursprungsappellationer, INAO, ) är en administrativ offentlig institution, som föreslår erkännande av AOC och försäkrar kontroll och godkännande av de produkter som får åtnjuta ett AOC. Hittills har mer än 467 AOC blivit erkända inom vin- och brännvinssektorn, 47 AOC för ost- och mjölkprodukter, och 25 AOC för andra produkter, utöver dessa vin- och mjölkprodukter. Tillsammans representerar dessa produkter mer än 17 miljarder euro.
INAO sköter ansökningarna om godkännande av alla nya förfrågningar av AOC. Tre sektoriella kommittéer bestående av yrkesmän, kvalificerade personer och representanter från de offentliga myndigheterna granskar varje etapp av proceduren. Dessa kommittéer är: Kommittén för vin- och brännvin, Nationella kommittén för mjölkprodukter samt Nationella kommittén för jordbruksprodukter.
Kontrollen av de produkter som åtnjuter ett godkännande av AOC och IGP vilar på INAO. Denna institution innehar regionala servicefunktioner för att finnas närmre producenterna.